# Market Warsop
Market Warsop är en ort i Storbritannien.   Den ligger i grevskapet Nottinghamshire och riksdelen England, i den sydöstra delen av landet, 200 km norr om huvudstaden London. Market Warsop ligger 61 meter över havet och antalet invånare är 9 766. Orten är centrum i civil parish Warsop. 
Terrängen runt Market Warsop är platt. Runt Market Warsop är det mycket tätbefolkat, med 1 177 invånare per kvadratkilometer. Närmaste större samhälle är Mansfield, 9,5 km söder om Market Warsop. Runt Market Warsop är det i huvudsak tätbebyggt.